# Walter Max Zimmerman
Walter Max Zimmermann (* 9 de maig de 1892, Walldürn - 30 de juny de 1980, Tübingen), va ser un botànic alemany.
Va desenvolupar la "teoria del teloma", que afirma que els aèndixs laterals de les plantes van derivar de branques indiferenciades (Zimmermann 1938, 1952, 1965). Col·laborà amb Arthur Cronquist i Armèn Takhtadjan en la seva classificació dels embriòfits (Cronquist et al. 1966). La seva "espiral hologenèica" és una imatge molt reproduïda en textos com els de Foster i Gifford (1974:48) i Stewart (1983:81).
La seva obra més rellevant "Arbeitsweise der botanischen Phylogenetik und anderer Gruppierungswissenschaften" ("Mètodes de filogenètica botànica i altres ciències de l'agrupació"), es va publicar el 1931.

## Algunes publicacions
- Die Phylogenie der Pflanzen. 1930
- Geschichte der Pflanzen. 1949
- Evolution. 1953
- Die Phylogenie der Pflanzen. 2., völlig neu bearb. Aufl., 1959
- Der Federsee. Mit: Dieter Peter Baur, 1961
- Die Telomtheorie. 1965
- Evolution und Naturphilosophie. 1968
- Vererbung "erworbener Eigenschaften" und Auslese. 2., völlig neu bearb. Aufl., 1969
- Evolución vegetal. 1976

La seva signatura abreujada com a botànic és:W.Zimm.